# Mycosphaerella musicola
Мікосферела мусікола (Mycosphaerella musicola) — вид грибів роду Мікосферела (Mycosphaerella). Сучасну біномінальну назву надано у 1976 році.

## Будова
Гриб викликає хворобу листя рослин у вигляді плям.

## Шкода господарству
Банани Кавендіш, найбільш поширеного промислового сорту в світі, знаходяться в небезпеці через гриб Mycosphaerella musicola. Він викликає захворювання «сігатока», що погано піддається лікуванню. Грибок легко пристосовується до фунгіцидів і швидко поширюються по всій плантації, руйнуючи клітинні стінки бананів і знищуючи врожай. Експерти передрікають повне знищення бананової промисловості до 2026 року, якщо не буде знайдено засіб знищення патогенних грибів. Каліфорнійський університет почав роботу з порятунку бананів і виявив, що придушити поширення інфекції можна за допомогою змін в ДНК. Уже виявлені гени, змінивши які, можна запобігти зараженню без застосування фунгіцидів.

## Поширення та середовище існування
Mycosphaerella musicola був знайдений на острові Ява у 1902 році і у 1962-м розповсюдився по усьому світові.